# Semper paratus

Bandera de parada de la Guardia Costera de Estados Unidos

Semper Paratus (en Latín: "Siempre preparado") es quizás más conocido como el lema de la Guardia Costera de Estados Unidos, y su canción de marcha homónima. Muchas organizaciones y grupos de todo el mundo utilizan el lema.